# Claire Austin
'Claire Austin' est un cultivar de rosier moderne introduit au commerce en 2007 par le rosiériste anglais David Austin. Il est baptisé du nom de la fille de l'obtenteur, elle-même pépiniériste, et fait partie du groupe des « roses anglaises ». Il est très prisé pour sa forme de chou bien rond et sa couleur blanc crème.

## Description

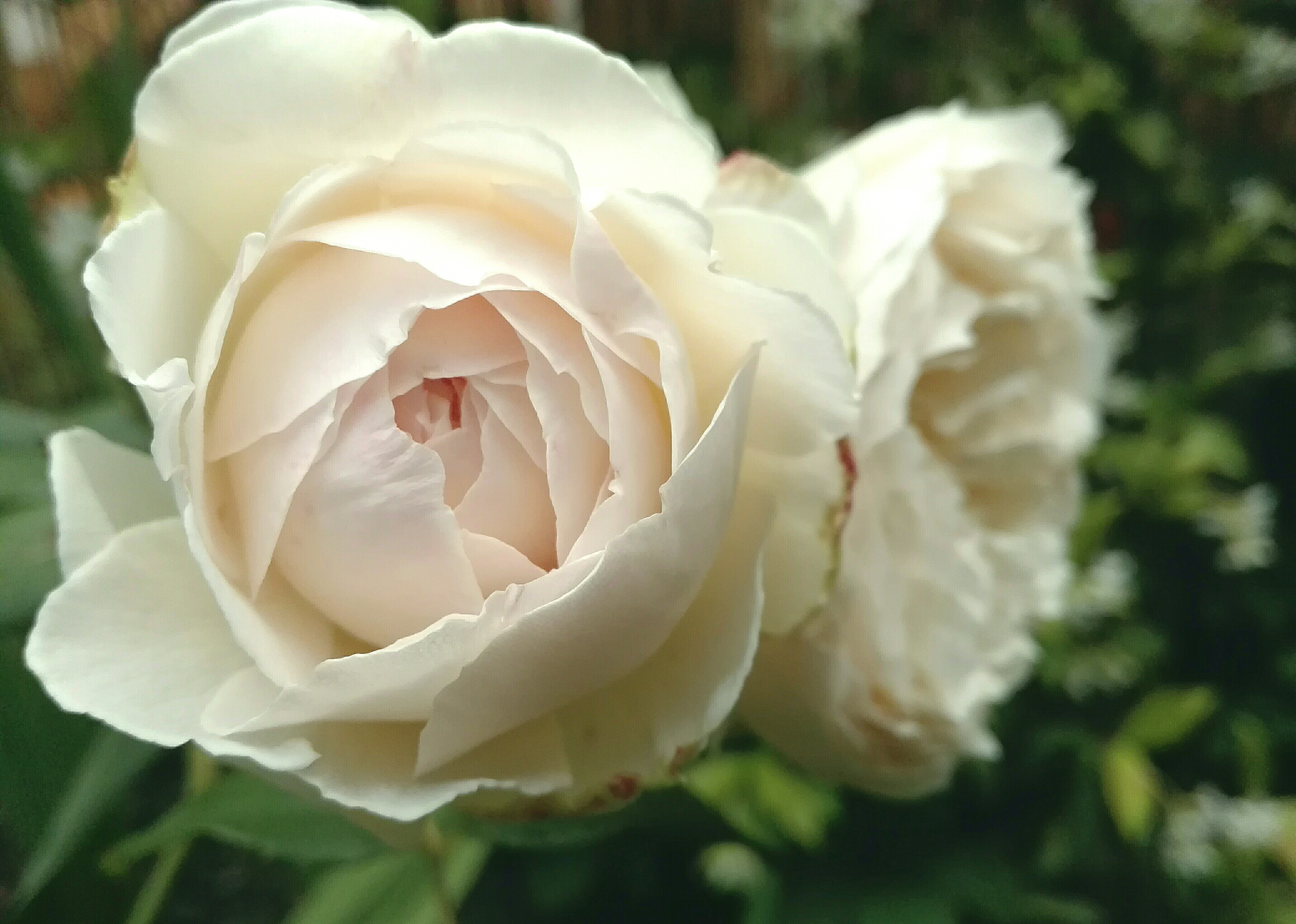
Rose 'Claire Austin' en Italie.

Le buisson de 'Claire Austin', au port alangui, s'élève à 120  cm pour une largeur de 100  cm. Ses boutons sont jaune citron pâle. Ses roses doubles fleurissent en solitaire ou en petits bouquets de trois à sept fleurs dont le diamètre est de 10 à 12  cm. En forme de coupe profonde (plus de 41 pétales), elles exhibent des pétales d'un blanc crème plus pâle au revers et sont agréablement parfumées (myrrhe, vanille), rappelant l'ascendance de Rosa moschata.
La floraison est remontante.
Sa zone de rusticité est de 5b à 11b et il supporte aussi bien le froid rigoureux que la chaleur. Il faut couper ses branches grêles à l'abord du printemps et il doit être traité contre les maladies du rosier.

## Distinctions
- Australie - Most Fragrant Rose, 2011. Australian National Rose Trials
- Australie - Silver Medal, 2011. Australian National Rose Trials